# Gregorio Ciprio
Gregorio Ciprio, o Gregorio II di Costantinopoli, nato Giorgio da Cipro (in greco antico: Γεώργιος Κύπριος?; Cipro, 1241 – 1290), è stato un arcivescovo ortodosso e teologo bizantino, patriarca di Costantinopoli dal 1283 al 1289.

## Biografia
Il suo nome era originariamente Giorgio. I suoi genitori erano appartenenti alla borghesia ma di nobili origini. Egli si spostò prima a Nicosia mentre adolescente stava provvedendo alla sua educazione. Non soddisfatto dei suoi insegnanti di greco, divenne allievo in una scuola dove si insegnava in lingua latina (visto che a quel tempo Cipro era uno Stato crociato ovvero Regno di Cipro). Egli incontrò difficoltà a imparare il latino e così poté avere solo una conoscenza superficiale della Logica di Aristotele.
Ancora determinato ad ottenere una buona educazione, si imbarcò su una nave per Tolemaide, Palestina, dove giunse dopo tre giorni. Da lì si recò ad Anea in Asia Minore e, infine giunse a Efeso. Aveva sentito molto parlare dello studioso Niceforo Blemmide, ma ne rimase deluso e si trasferì a Nicea dove studiò con Giorgio Acropolite. Con la riconquista di Costantinopoli da parte delle forze di Nicea nel 1261, si trasferì lì. Più tardi divenne insegnante, e fra i suoi allievi ebbe Niceforo Cumno.
Fu eletto patriarca di Costantinopoli il 28 marzo 1283. La chiesa cattolica e quella ortodossa avevano proclamato la loro unione nel 1274 nel Secondo Concilio di Lione, motivate più dalla politica dell'imperatore che da argomenti teologici. Gregorio, contrariamente al suo predecessore, rifiutò di accettare l'inserimento di Filioque aggiunta al Credo di Nicea dai cattolici romani. Gregorio parlò di una manifestazione eterna dello Spirito Santo per mezzo del Figlio. La formula di Gregorio venne considerata una "risposta" ortodosso al filioque, anche se non aveva lo status di dottrina ortodossa ufficiale. La concezione di Trinita di Gregorio venne approvata dal Concilio delle Blacherne del 1285.
Scrisse diverse opere di carattere teologico, apologetico e agiografico; di lui restano anche una abbondante corrispondenza, una raccolta di proverbi e un'autobiografia.
Nel mese di giugno del 1289 abdicò dal patriarcato e si ritirò in convento, dove morì l'anno successivo.